# The Philadelphia Dance Company

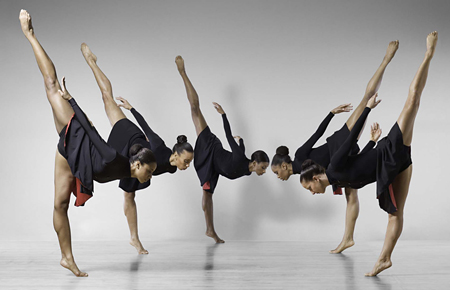
A Philadelphia Dance Company realiza "Enemy Behind the Gates" por Christopher Huggins. Da esquerda para a direita são dançarinos Teneise Mitchell, Mora Amina Parker, Erin Barnett, Erin Moore, e Tracy Vog.

A Philadelphia Dance Company (Philadanco, em português Companhia de Dança de Filadélfia) é uma companhia profissional de dança com sede na cidade de Filadélfia, Estados Unidos.
Especializada em dança moderna contemporânea, foi fundada em 1970 por Joan Myers Brown. A empresa viaja tanto a nível nacional e internacional, além de suas aparições regulares localmente no Kimmel Center for the Performing Arts, o Painted Bride Art Center e outros locais na região da Filadélfia. Parte da programação da turnê da empresa é suportada pela Fundação Nacional para as Artes Programa Regional de Turismo de Artes e o Conselho das Artes da Pensilvânia..

## História
A Philadelphia Dance Company (Philadanco) foi criada em 1970 por Joan Myers Marrom com a intenção de proporcionar uma instituição de dança  para estudantes Africano-Americanos que não eram bem-vindos em outras escolas e empresas.

## Divisões
Philadanco realiza programas que são divididos em quatro componentes principais: a companhia profissional, D/2 de Companhia de Aprendiz, o Programa de Instrução e de Treinamento, e o Programa de Treinamento de Verão.

### Companhia profissional
A companhia profissional da Philadanco é uma empresa de dança moderna internacionalmente reconhecida.[carece de fontes?] Durante todo o ano, a companhia oferece inúmeras apresentações através de turnês nacionais e internacionais, e no seu teatro, Kimmel Center for the Performing Arts, durante os meses de outono e primavera. Philadanco também estabeleceu a Associação Internacional de Negros na Dança (IABD), uma organização que permite que a comunidade de dança negra enfrente problemas comuns, agrupe seus recursos e estabeleça colaborações que resultem em avanços benéficos para a comunidade de dança como um todo.[carece de fontes?]

### D/2
D/2 é a companhia de treinamento de aprendiz para a companhia profissional Philadanco. Ela afirma proporcionar uma experiência inigualável de oportunidades para jovens bailarinos que não estão preparados para fazer a transição total para o mundo da dança profissional. D/2 está sob a instrução de Donald T. Lunsford, e quando as pequenas organizações solicitarem uma performance da Philadanco, D/2 é capaz de preencher o vazio que poderia ter sido deixado devido ao agitado cronograma de execução da companhia profissional.[carece de fontes?]

### Programa de Instrução e Treinamento
O Programa de Instrução e Treinamento da Philadanco é de quarenta semanas de experiência, durante as quais, membros participam de aulas com instrutores de dança reconhecidos nacionalmente. Este programa é o fundamento da estrutura da Philadanco, pois permite aos jovens de Filadélfia uma exposição precoce e intensa à dança, na esperança de que seus talentos sirvam para elevar o calibre do futuro aprendiz e companhias profissionais da Philadanco. Os alunos recebem formação em vários estilos de dança, incluindo: balé, jazz, Africana, sapateado, e técnicas modernas específicas, como estabelecido por Katherine Dunham e Lester Horton. O seu concerto anual, "Danco on Danco" permite que os alunos demonstrem suas competências de dança e coreografia adquiridas através do Programa de Instrução e Treinamento.

### Programa de treinamento de verão
Durante o verão, Philadanco redireciona seu foco para a preparação de alunos mais jovens para a entrada no Programa de Instrução e Treinamento. Embora os alunos do programa de Instrução e Treinamento participem comumente de ambos os estabelecimentos, o programa de verão pode atuar como um "curso intensivo" que proporciona uma visão dos rigores do estilo de vida de um dançarino. A formação é oferecida em três principais gêneros de dança: balé, jazz, moderna.

## Repertório
O repertório de Philadanco inclui numerosas obras de pioneiros da dança moderna, tais como Christopher Huggins e Jawole Willa Jo Zollar. As coreografias e os coreógrafos originais da companhia têm sido mentores inspiradores para outras companhias emergentes na área. A prevalência dessas obras originais servem como um testemunho das habilidades artísticas da Philadanco, pois resistiram aos desafios enfrentados por muitas companhias de dança moderna negra. Abaixo está uma lista das peças atualmente incluído no repertório da Philadanco:[carece de fontes?]
- Back to Bach, Eleo Pomare
- Ballet: The Blues and the Bíblia – Genesis, por Geoffrey Titular
- Between Earth and Home, por Jawole Willa Jo Zollar
- Blue, por Christopher L. Huggins
- Circular Ruins, por Elisa Monte
- Echoes: A Celebration of Alvin Ailey, por Milton Myers
- Elegy por Gene Hill Sagan
- Enemy Behind the Gates, Christopher Huggins
- Everything is Everything, Lynne Taylor-Corbett
- For Mother, por Ronald K. Brown
- Forces of Rhythm, por Louis Johnson
- Gate Keepers, por Ronald K. Brown
- Hand Singing Songs, por Jawole Willa Jo Zollar
- Labess II, através de David Brown
- My Science, pelo Bebe Miller
- Natural Flirt, por Trey McIntyre
- Steal Away, por Alonzo Rei
- Sweet in the Mornin, por Leni Wylliams
- Temple of my Listening, Eva M. Gholson
- Trance Atlantic, por Walter Nicks
- Xmas Philes, por Daniel Ezralow

## Dançarinos
- Ja'Vonna Blake
- Elyse Browning
- Edward Gillis
- Allan Harmon
- Joy Heller
- Catherine Kreide
- Marlean Post
- Jasmine Powell
- Monica Rhea
- Anthony Silver
- Subira Taylor
- Kendal Williams

## Sensibilização da comunidade
Além de fornecer educação em dança, Philadanco é um participante ativo da comunidade de artes e um forte defensor da educação em artes. Algumas das realizações mais notáveis da empresa incluem
- Criação da Associação Internacional dos Negros na Dança (IABD).
- Sendo a companhia piloto de dança a participar do Plano de Treinamento em Educação Integral do Estado da Pensilvânia para criar um programa de treinamento artístico.
- Proporcionando uma extensão de Filadélfia Escola de Dança e Artes, e fornecendo bolsas de estudos para dançarinos carentes com oportunidades para programas de trabalho-estudo, para garantir a formação em artes para todos.